# Метод Лондона — Ейрінга — Поляні
Метод Лондона — Ейрінга — Поляні (рос. метод Лондона — Эйринга — Поляни, англ. London — Eyring — Polanyi (LEP) method) — напівемпіричний метод розрахунку поверхні потенціальної енергії, оснований на спрощеному квантово-механічному рівнянні Лондона, яким описується енергія дисперсійної взаємодії двох сферичних частинок. 
Як рівняння Лондона, так і напівемпіричний метод LEP придатні для наближених відносних оцінок енергії активації, причому очевидно, тільки за умови, якщо мова йде про взаємодію атомів, що мають один валентний s-електрон. Якщо в елементарному процесі беруть участь електрони, що знаходяться на р-орбіталях або, особливо, на гібридизованих орбіталях, то частина енергії активації може бути обумовлена необхідністю зміни характеру гібридизації.